# Lebrecht van Anhalt-Bernburg-Schaumburg-Hoym
Lebrecht van Anhalt-Bernburg-Schaumburg-Hoym (Bernburg, 28 juni 1669 - Ems, 17 mei 1727) was van 1707 tot aan zijn dood vorst van Anhalt-Bernburg-Schaumburg-Hoym. Hij behoorde tot het huis Ascaniërs en was de stichter van het huis Anhalt-Bernburg-Schaumburg-Hoym.

## Levensloop
Lebrecht was de tweede zoon van vorst Victor I Amadeus van Anhalt-Bernburg uit diens huwelijk met Elisabeth, dochter van vorst Frederik van Palts-Zweibrücken. Hij kreeg een zorgvuldige opleiding die afgesloten werd met een grand tour. Vanaf 1688 was hij in keizerlijke militaire dienst, maar later was hij in dienst voor het landgraafschap Hessen-Kassel. Hij vocht onder meer in Hongarije en aan de Rijn.
In 1677 voerde zijn vader het eerstgeboorterecht in. Als compensatie kreeg Lebrecht in 1707 de ambten Hoym, Zeitz en Belleben en een geldsom toegewezen. Via zijn eerste echtgenote was hij in 1692 ook in het bezit gekomen van de heerlijkheden Schaumburg en Holzappel. Zijn gebieden stonden bekend als het vorstendom Anhalt-Bernburg-Schaumburg-Hoym.
Lebrecht voerde constant conflicten met zijn oudere broer Karel Frederik en diens nakomelingen, die bleven aanslepen tot aan zijn dood in 1727. Dit leidde zelfs tot militaire disputen en een kortstondige bezetting van Hoym.
Lebrecht overleed in mei 1727 op 57-jarige leeftijd.

## Huwelijken en nakomelingen
Op 12 april 1692 huwde hij in Schaumburg met zijn eerste echtgenote Charlotte (1673-1700), dochter van vorst Adolf van Nassau-Schaumburg en Elisabeth Charlotte van Holzappel, dochter en erfgename van graaf Peter Melander van Holzappel. Ze kregen vijf kinderen:
- Victor Amadeus Adolf (1693-1772), vorst van Anhalt-Bernburg-Schaumburg-Hyom
- Frederik Willem (1695-1712)
- Elisabeth Charlotte (1696-1754)
- Christiaan (1698-1720)
- Victoria Hedwig (1700-1701)

Op 27 juni 1702 hertrouwde hij met barones Everdina Jacoba Wilhelmina van Weede (1682-1724). Omdat zijn tweede echtgenote van een lagere stand, werd ze verheven tot rijksgravin. Ze kregen zes kinderen:
- Victoria Sophia (1704)
- Charlotte Wilhelmina (1704-1766), huwde in 1724 met landgraaf Willem van Hessen-Philippsthal-Barchfeld
- Johan George (1705-1707)
- Jozef Karel (1706-1737)
- Sophia Christina Eberhardine (1710-1784), huwde in 1728 met vorst Christiaan van Schwarzburg-Sondershausen
- Victor Lebrecht (1711-1737)

Op 14 september 1725 trad Lebrecht een derde keer in het huwelijk: ditmaal met Sophie von Ingersleben (1690-1726). Dit huwelijk bleef kinderloos.